# Krzysztof Krauze
Krzysztof Krauze (ur. 2 kwietnia 1953 w Warszawie, zm. 24 grudnia 2014 tamże) – polski reżyser, scenarzysta i operator filmowy, komandor Orderu Odrodzenia Polski.
Swoją karierę zaczynał jako reżyser filmów krótkometrażowych (Deklinacja, 1979) oraz dokumentów (Jest, 1984). Sławę twórcy zajmującego się problematyką społeczną zdobył obficie nagradzanymi filmami Dług (1999) oraz Plac Zbawiciela (2006). Realizował też biografie Nikifora Krynickiego (Mój Nikifor, 2004) oraz Bronisławy Wajs (Papusza, 2013). Przy Placu Zbawiciela oraz Papuszy współpracował ze swoją małżonką Joanną Kos-Krauze, która dokończyła po jego śmierci film Ptaki śpiewają w Kigali (2017).
W filmach Krauzego przeważały albo fabularyzowane warianty prawdziwych historii, albo biografie prawdziwych postaci, w których istotną rolę odgrywały wartości chrześcijańskie takie jak empatia, miłosierdzie, przebaczenie. Laureat licznych nagród, między innymi nagrody FIPRESCI na Krakowskim Festiwalu Filmowym (za Deklinację), Złotych Lwów na Festiwalu Polskim Filmów Fabularnych (za Dług i Plac Zbawiciela) oraz Kryształowego Globusa na Międzynarodowym Festiwalu Filmowym w Karlowych Warach (za Mojego Nikifora).

## Życiorys
Urodził się 2 kwietnia 1953 w Warszawie jako syn aktorki Krystyny Karkowskiej oraz warszawskiego adwokata, dyrektora Caritas i założyciela Komitetu do Walki z Gruźlicą . W 1976 ukończył studia na Wydziale Operatorskim Państwowej Wyższej Szkoły Filmowej, Telewizyjnej i Teatralnej w Łodzi. W latach 1978–1983 związany był ze Studiem Małych Form Filmowych Se-Ma-For, natomiast w latach 1983–1985 – ze Studiem Filmowym im. K. Irzykowskiego. Podczas stanu wojennego mieszkał w Wiedniu, gdzie pracował jako sprzątacz, szatniarz i członek ekipy remontowej.
Od 1985 do 1995 współpracował z Zespołem Filmowym „Tor”. W 2001 został członkiem Europejskiej Akademii Filmowej, a w 2007 – członkiem Zarządu Głównego Stowarzyszenia Filmowców Polskich. W roku 2008 objął funkcję przewodniczącego Rady Polskiego Instytutu Sztuki Filmowej .

### Filmy krótkometrażowe i dokumenty
Krótkometrażowym debiutem fabularnym Krauzego były Symetrie (1977), po których reżyser nakręcił Elementarz (1978) oraz Dwa listy (1979), aczkolwiek z niechęcią się o nich wypowiadał. Uznanie międzynarodowe początkującemu reżyserowi przyniosła Deklinacja (1979), dotycząca patologicznej relacji między nadopiekuńczą samotną matką a bezwolnym synem. Za Deklinację Krauze otrzymał Brązowego Lajkonika oraz nagrodę FIPRESCI na Krakowskim Festiwalu Filmowym.
Gdy w 1981 został w Polsce wprowadzony stan wojenny, Krauze mieszkał jako emigrant zarobkowy w Austrii oraz we Francji. Powróciwszy w 1983, w Studiu im. K. Irzykowskiego zrealizował dokument Jest (1984), relację ze współczesnej pielgrzymki wielopokoleniowej społeczności na Jasną Górę i dwudziestoletniej walki o wybudowanie kościoła w wiosce, w której społeczność ta mieszka. Dystrybuowany nieoficjalnie film Krauzego okazał się jednym z najważniejszych filmów drugiego obiegu wydawniczego.

### Filmy fabularne

#### Pierwsze filmy (1988–1999)
Pełnometrażowym debiutem fabularnym Krauzego był Nowy Jork, czwarta rano (1988), do którego napisał scenariusz razem z Andrzejem Rozesłańcem i Janem Tomczakiem. Historia dwojga zakochanych w sobie młodzieńców marzących o szybkim i nielegalnym dorobieniu się oraz wyjeździe do Stanów Zjednoczonych otrzymała na Festiwalu Polskich Filmów Fabularnych nagrodę za najlepszy debiut, choć zdaniem Tadeusza Lubelskiego cechowała się populistycznym przesłaniem, wyrażonym zresztą w jednym z wywiadów przez samego Krauzego:
Współczesny film znużył się już dydaktyką. Nastąpił zmierzch wiary w ideologię, naukę. Minęły czasy, gdy mówiono z ekranu maksymami filozoficznymi, a ludzie pokornie tego słuchali. Koniec mentorstwa, lekcji wychowawczej. [...] Jeżeli reżyser adresuje dzisiaj film do masowej widowni, musi odpowiedzieć sobie na trzy pytania: Czy jest w moim filmie coś, co chciałaby obejrzeć młodzież? Czy opowiadam zdarzenia poprzez młodych, plebejskich bohaterów? Czy opowiadam w konwencji, którą akceptuje młodzież?
Jednak Nowy Jork, czwarta rano okazał się dla młodego reżysera „katastrofą”; reżyser po latach wspominał swoją rozmowę z Krzysztofem Kieślowskim, gdy spytał reżysera Amatora, „dlaczego pozwolił mi ten film zrobić. Odpowiedział, że nie chciał go zatrzymać, bo bał się, że coś we mnie pęknie. I tak pękło. Przez 8 lat nie stanąłem za kamerą” . W pierwszej połowie lat 90. Krauze realizował jedynie filmy dokumentalne, wśród nich Naukę na całe życie (1993), portret farmakologa Ryszarda Grylewskiego; Spadł, umarł, utonął i Kontrwywiad (1994) o okolicznościach śmierci Stanisława Pyjasa; a także Departament IV (1996) o wydziale Ministerstwa Spraw Wewnętrznych, który w czasach Polskiej Rzeczypospolitej Ludowej inwigilował Kościół katolicki.
Z ustaleń poczynionych przez Krauzego w filmach dokumentalnych wynikły Gry uliczne (1996), film fabularny utrzymany w realiach political fiction i dedykowany gustom młodzieży epoki transformacji ustrojowej w Polsce. Krauze z osobistych pobudek wybrał jako swój temat fikcyjne śledztwo w sprawie śmierci Pyjasa, zamordowanego w 1977 za działalność opozycyjną. Jak twierdził Krauze, wybrał ów temat w ramach „zadośćuczynienia za lata 70., gdy studiowałem w szkole filmowej i nie potrafiłem włączyć się w rodzący się wtedy ruch sprzeciwu. Gdybym wtedy powiedział systemowi «nie», musiałbym rozstać się z myślą o robieniu filmów” . Scenariusz do Gier ulicznych Krauze napisał wraz z dziennikarzem Jerzym Morawskim, ukazując śledztwo za pomocą konwencji teledyskowej, streszczanej przez Lubelskiego następująco: „szybkie tempo opowiadania, pełne atrakcji typowych dla neotelewizji (wstawki animowane) i pokoleniowego obyczaju (clubbing, dyskoteki)”. W role reporterów wikłających się w śledztwo wcielili się debiutujący Redbad Klynstra oraz znany wcześniej z Samowolki Robert Gonera. Gry uliczne zostały uhonorowane Nagrodą Jury na Festiwalu Polskich Filmów Fabularnych, ale poczynione w nich ustalenia straciły ważność już w 2001 roku, gdy donosicielem odpowiedzialnym za wydanie Pyjasa nie okazał się znany senator (jak w filmie), lecz przyjaciel Pyjasa i redaktor „Gazety Wyborczej”, Lesław Maleszka.
Po realizacji Gier ulicznych Krauzego i Morawskiego zainteresowała sprawa dwóch młodych warszawskich biznesmenów, Artura Brylińskiego i Sławomira Sikory, którzy na początku lat 90. XX wieku byli terroryzowani, torturowani i zastraszani przez gangstera Grzegorza Gmitrzaka, który obiecał im przedtem pomoc w poręczeniu kredytu, a potem wymuszał na nich spłacenie nieistniejącego długu. Nie mogąc znaleźć wsparcia w prokuraturze i policji, w nocy z 8 na 9 marca 1994 dokonali samosądu na Gmitrzaku oraz jego osobistym ochroniarzu, Mariuszu Kłosie. Ich proces sądowy skończył się w listopadzie 1997, zostali skazani na 25 lat więzienia. Tego samego miesiąca Krauze wraz z Morawskim odwiedzili obu skazanych, zbierając materiały mające posłużyć do realizacji filmu, który przyczyniłby się do ich rehabilitacji. Na bazie zebranego materiału powstał scenariusz do kolejnego filmu Krauzego, Długu (1999). Role ekranowych postaci, których pierwowzorami stali się Bryliński i Sikora, odegrali Robert Gonera i Jacek Borcuch. Dług wywołał poruszenie w polskich mediach, a z czasem doczekał się miana polskiego odpowiednika Funny Games (1997) Michaela Hanekego ; za jego realizację Krauze otrzymał Złote Lwy na Festiwalu Polskich Filmów Fabularnych, a po latach od jego produkcji wobec Sikory i Brylińskiego zostało zastosowane (decyzją odpowiednio prezydentów Aleksandra Kwaśniewskiego i Bronisława Komorowskiego) prawo łaski .

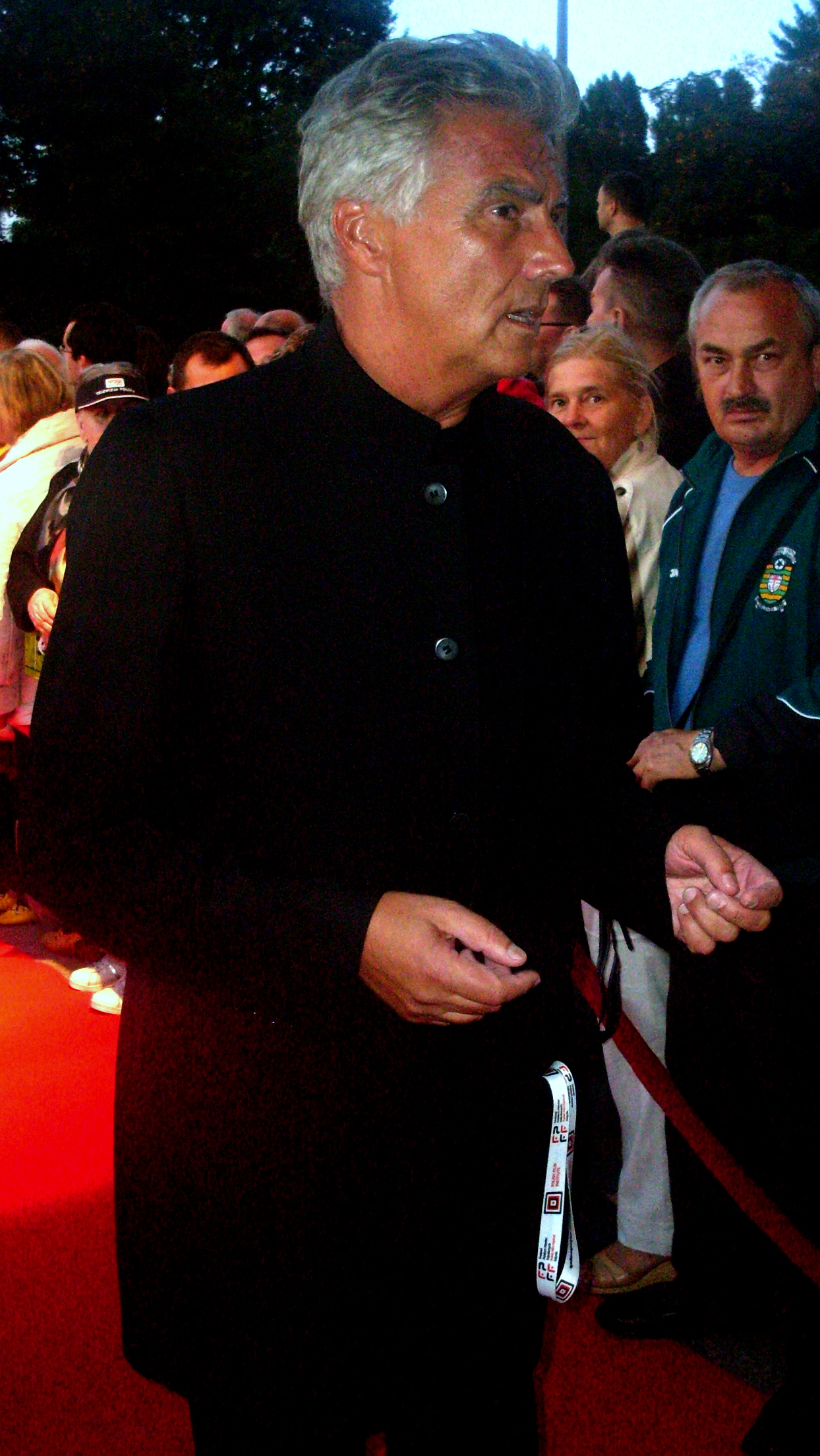
Krzysztof Krauze w 2009, na otwarciu 34. Festiwalu Polskich Filmów Fabularnych

#### Współpraca z Joanną Kos-Krauze (po 1999)
Gdy zakończyła się realizacja Długu, Krauze zajął się reżyserią miniserialu telewizyjnego Wielkie rzeczy. Gwałtowną zmianę w jego twórczości zapoczątkowała żona, Joanna Kos-Krauze, która nakłoniła go, aby zainteresował się nakręceniem filmu poświęconego malarzowi-prymitywiście Nikiforowi Krynickiemu. W Moim Nikiforze (2004) brawurową kreację tytułowego malarza stworzyła Krystyna Feldman, aczkolwiek główna uwaga Krauzego skupiła się na postaci Mariana Włosińskiego, niespełnionego artysty, który poświęcił swoją karierę i życie osobiste dla roztoczenia opieki nad bardziej utalentowanym malarzem. Katarzyna Jabłońska z pisma „Więź” pisała, iż Mój Nikifor „to dzieło skończone – od pierwszego kadru po zaskakujący i fascynujący finał, w sensie artystycznym kompletne, a jednocześnie pełne przestrzeni”. Film Krauzego odniósł również sukces międzynarodowy, zdobywając główną nagrodę (Kryształowy Globus) na Międzynarodowym Festiwalu Filmowym w Karlowych Warach.
Kolejny film Krauzego, zrealizowany już wspólnie z Joanną Kos-Krauze, Plac Zbawiciela (2006) również powstał na podstawie reportażu opublikowanego na łamach „Super Expressu”, opisującego losy porzuconej przez męża kobiety z Warszawy, która próbowała odebrać życie sobie oraz dwóm kilkuletnim synom (została odnaleziona niedaleko placu Zbawiciela i odratowana wraz z dziećmi). Para reżyserów obsadziła w roli matki Jowitę Budnik; rolę jej męża odegrał Arkadiusz Janiczek, podczas gdy wrogą jej teściową zagrała Ewa Wencel. Plac Zbawiciela został pozytywnie oceniony przez polskich krytyków; Tadeusz Sobolewski twierdził, że dzieło małżeństwa Krauze jest „najważniejszym filmem polskim ostatnich lat” , podczas gdy Kazimiera Szczuka odczytywała film jako utwór o pogardzanej pracy kobiet w gospodarstwach domowych, „degradacji i wykluczeniu z rynku pracy”, a także prorodzinnej polityce kryjącej w sobie brutalność skierowaną przeciwko kobiecości. Plac Zbawiciela został nagrodzony kolejnymi Złotymi Lwami. W 2009 Krauze przewodniczył jury 34. Festiwalu Polskich Filmów Fabularnych .
Papusza (2013), kolejna produkcja małżeństwa Krauze, poświęcona została romskiej poetce Bronisławie Wajs. Zmagała się ona z ostracyzmem swojej społeczności, gdy przetłumaczony i opublikowany przez Jerzego Ficowskiego tomik poezji Wajs został uznany przez Romów za przejaw zdrady ich tajemnicy. Ewelina Wejbert-Wąsiewicz pisała, iż „z perspektywy feministycznej Papusza to film o kobiecie, która wystąpiła przeciw obowiązującym w jej społeczności normom, miała silną potrzebę tworzenia i determinację wewnętrzną”. Był to ostatni film ukończony przez Krzysztofa Krauzego; w trakcie realizacji utworu Ptaki śpiewają w Kigali (2017) o ludobójstwie w Rwandzie reżyser zmarł, a film dokończyła jego małżonka .

### Niezrealizowane projekty
Pod koniec swojego życia Krzysztof Krauze planował zrobić film biograficzny na temat Czesława Niemena, co zaproponowała mu wdowa po wokaliście – Małgorzata Niemen. Rozważał też nakręcenie wraz z żoną filmu pt. Maestro, w założeniu opartego na książce Marcina Kąckiego pod tym samym tytułem o śledztwie w sprawie molestowania nastoletnich chórzystów w chórze Polskie Słowiki . Śmierć Krauzego spowodowała, że żaden z tych projektów nie doszedł do skutku.

## Styl filmowy
Łukasz Maciejewski na łamach „Polityki” streszczał metodę pracy reżyserskiej Krzysztofa Krauzego słowami, iż temu ostatniemu „obce jest tempo Woody’ego Allena. Każdy projekt przygotowuje latami, dopracowuje detale, dyskutuje z ekipą, w tym czasie powstają kolejne wersje scenariusza” . Marcin Mindykowski z „Kina” pisał, że twórczość Krzysztofa Krauzego cechuje się „wiarą w rzeczywistość i wiarą w człowieka”:
Za tą pierwszą stało trafne rozpoznanie – poczynione na długo przed falą popularności literatury faktu – że wydarzenia zaczerpnięte z realnego życia mają w sobie potencjał angażujących i bliskich widzowi opowieści, a przy tym niosą trudną do uzyskania w czystej fikcji prawdę i wiarygodność. Z kolei wiara w człowieka – choć wyznawana przez reżysera bez naiwności i złudzeń – sprawiła, że tworzył kino nie tylko uważne i wrażliwe społecznie, ale po prostu głęboko humanistyczne.
Mindykowski zwrócił uwagę, że najważniejsze filmy nakręcone przez Krauzego hołdowały wrażliwości Bohumila Hrabala i Franza Kafki, a zarazem „były albo fabularyzowanymi wariantami historii opartych na faktach, albo biografiami prawdziwych postaci”, w których ważną rolę odgrywają chrześcijańskie wartości: „miłosierdzie, empatia, solidarność, przebaczenie, możliwość odkupienia win”. Sebastian Jagielski lokował twórczość Krauzego oraz jego ostatniej małżonki w tradycji realizmu społecznego spod znaku Mike’a Leigha.

## Poglądy
Krzysztof Krauze był zwolennikiem transformacji ustrojowej w Polsce po 1989 roku, ale z przerażeniem obserwował jej dalekosiężne następstwa. Jak twierdził w 2009 roku, „«„Solidarność”» rozumiałem jako emanację tolerancji i demokracji. Byłem zdziwiony, gdy po 1989 r. pod tym szyldem wypłynęła skrajna prawica”. Krauze ze sceptycyzmem wyrażał się o wiecowej polityce przedstawicieli solidarnościowej prawicy: „Człowiek, który sięga po tubę, zaczyna kierować się reakcjami tłumu. [...] A gdy już nadchodzi czas budowania państwa i tworzenia prawa, wiecowa psychologia przestaje się sprawdzać. Potrzeba wtedy ciszy, spokoju, subtelności” .
W 2009 roku Krauze wziął udział w bojkocie Telewizji Polskiej, której prezesem był wówczas uznawany za antysemitę Piotr Farfał . Równocześnie protestował przeciwko próbom marginalizacji mediów publicznych przez rządzącą wówczas w Polsce Platformę Obywatelską. Krauze postulował całkowite odpolitycznienie mediów publicznych, albowiem „telewizja w istocie rzeczy jest dla przeciętnego widza przewodnikiem, może rozładowywać napięcia, zapobiegać konfliktom”. W 2011 roku był jednym z sygnatariuszy listu do kolejnego prezesa TVP Juliusza Brauna, protestując przeciwko zwolnieniu dyrektora TVP Kultura Krzysztofa Koehlera.

## Życie prywatne, choroba, śmierć

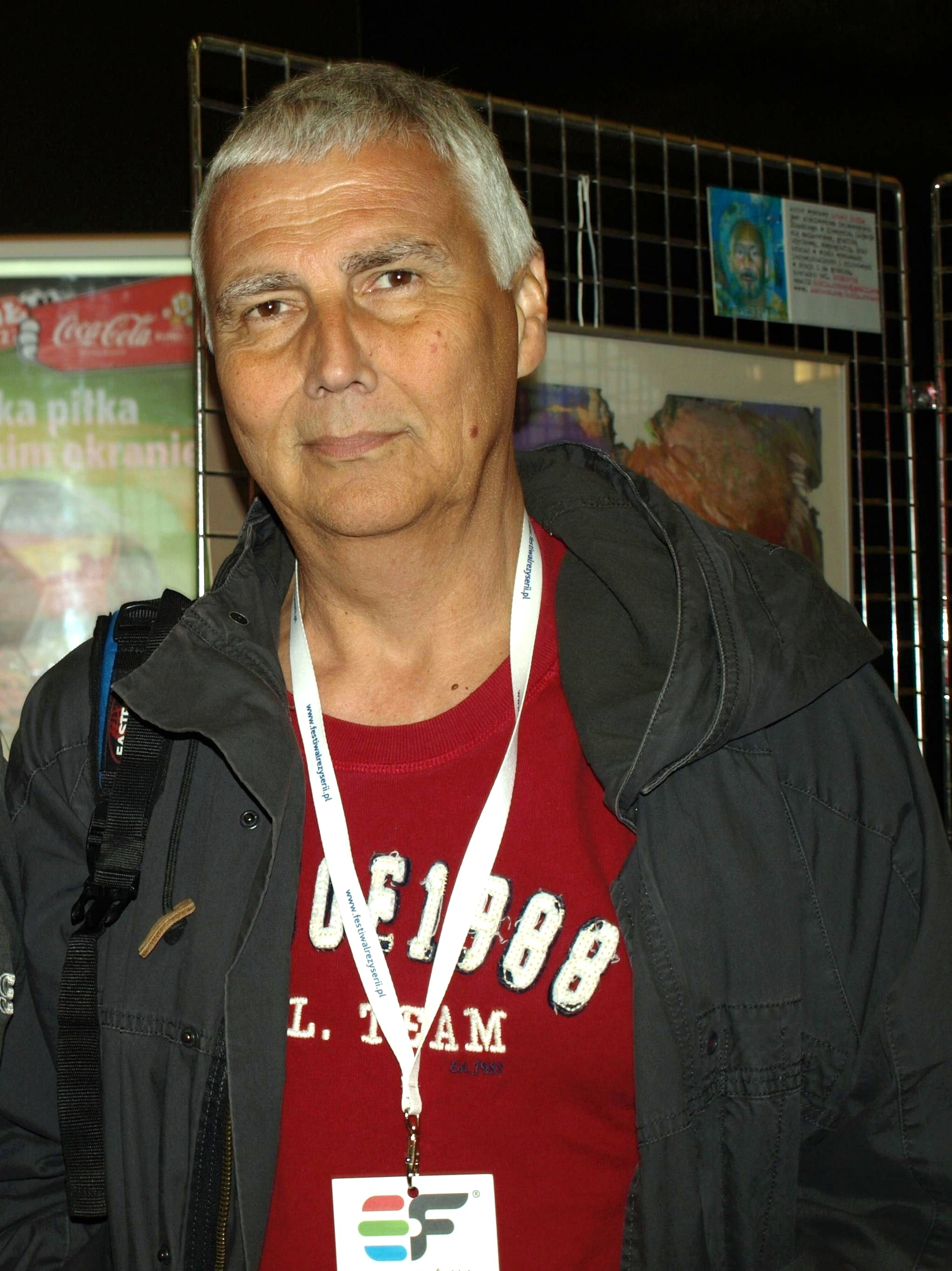
Krzysztof Krauze w 2012

Krzysztof Krauze był żonaty czterokrotnie. Małżeństwo zawarte w 1974 z Ewą Koźniewską, fizyczką rozpadło się po dziewięciu miesiącach. Drugą żoną reżysera w latach 1979–1983 była aktorka Ewa Sałacka, natomiast trzecią, w latach 1983–1999 – Małgorzata Szurmiej, córka dyrektora Teatru Żydowskiego w Warszawie, z którą miał córkę Sarę Karolinę. W 2005 poślubił reżyserkę i scenarzystkę Joannę Kos-Krauze .
Od 2006 chorował na raka prostaty , jednak bagatelizował chorobę. Dopiero po 2009, gdy miał „przerzuty w kościach”, przyznawał się do zaniedbań, mówiąc: „To nie jest tak, że ja tego raka dostałem w genach albo żyłem w jakimś zatrutym środowisku, tylko po prostu paliłem papierosy. Nie piłem wody z ołowiem, tylko piłem wino. To jest mój styl życia, to ja to wybrałem” . W „Gazecie Wyborczej” deklarował się jako zwolennik eutanazji, mówił: „Śmierć to czasami jedyne lekarstwo na życie. Chcę mieć do niego prawo” .
Zmarł 24 grudnia 2014 roku po ośmioletniej walce z nowotworem, został pochowany na cmentarzu rzymskokatolickim w Kazimierzu Dolnym.

## Filmografia
| Rok  | Film                                      | Reżyser | Scenarzysta | Uwagi                          |
| ---- | ----------------------------------------- | ------- | ----------- | ------------------------------ |
| 1976 | Pierwsze kroki                            | T       |             | etiuda szkolna                 |
| 1977 | Symetrie                                  | T       | T           | film animowany                 |
| 1978 | Elementarz                                | T       | T           | film animowany                 |
| 1979 | Dwa listy                                 | T       | T           | film animowany                 |
| 1979 | Deklinacja                                | T       | T           | film krótkometrażowy           |
| 1980 | Praktyczne wskazówki dla zbieraczy motyli | T       | T           | film krótkometrażowy           |
| 1981 | Dzień kobiet                              | T       | T           | film krótkometrażowy           |
| 1984 | Jest                                      | T       |             | film dokumentalny              |
| 1984 | Robactwo                                  | T       |             | film dokumentalny              |
| 1988 | Nowy Jork, czwarta rano                   | T       | T           |                                |
| 1993 | Nauka na całe życie                       | T       | T           | film dokumentalny              |
| 1994 | Spadł, umarł, utonął                      | T       |             | film dokumentalny              |
| 1994 | Ogrody Tadeusza Reichtsteina              | T       |             | film dokumentalny              |
| 1996 | Gry uliczne                               | T       | T           |                                |
| 1996 | Departament IV                            | T       | T           | film dokumentalny              |
| 1997 | Stan zapalny                              | T       | T           | film dokumentalny              |
| 1999 | Dług                                      | T       | T           |                                |
| 2000 | Wielkie rzeczy                            | T       | T           | miniserial                     |
| 2004 | Mój Nikifor                               | T       | T           |                                |
| 2006 | Plac Zbawiciela                           | T       | T           | współreżyser Joanna Kos-Krauze |
| 2013 | Papusza                                   | T       | T           | współreżyser Joanna Kos-Krauze |
| 2017 | Ptaki śpiewają w Kigali                   | T       | T           | współreżyser Joanna Kos-Krauze |

## Nagrody
| Rok  | Film                                      | Festiwal/organizator                                                | Nagroda                                                                           |
| ---- | ----------------------------------------- | ------------------------------------------------------------------- | --------------------------------------------------------------------------------- |
| 1979 | Dwa listy                                 | Konfrontacje „Młodzi za i przed Kamerą” w Białymstoku               | Nagroda                                                                           |
| 1980 | Praktyczne wskazówki dla zbieraczy motyli | Konfrontacje „Młodzi za i przed Kamerą” w Białymstoku               | Nagroda Dziennikarzy                                                              |
| 1980 | Deklinacja                                | Krakowski Festiwal Filmowy                                          | Nagroda FIPRESCI                                                                  |
| 1980 | Deklinacja                                | Krakowski Festiwal Filmowy                                          | Brązowy Lajkonik                                                                  |
| 1984 | Jest                                      | „Kultura”                                                           | Nagroda                                                                           |
| 1984 | Jest                                      | Komitet Kultury Niezależnej                                         | Nagroda Kulturalna „Solidarności”                                                 |
| 1984 | Jest                                      | Młode Kino Polskie w Gdańsku                                        | II Nagroda w kategorii filmu krótkiego                                            |
| 1986 | Robactwo                                  | Młode Kino Polskie w Gdańsku                                        | III Nagroda w kategorii filmu krótkiego                                           |
| 1988 | Nowy Jork, czwarta rano                   | Młode Kino Polskie w Gdańsku                                        | III Nagroda w kategorii filmów fabularnych                                        |
| 1988 | Nowy Jork, czwarta rano                   | Przyjaciele Chińskich Ręczników                                     | Nagroda                                                                           |
| 1988 | Nowy Jork, czwarta rano                   | Festiwal Polskich Filmów Fabularnych                                | Nagroda za debiut reżyserski                                                      |
| 1996 | Gry uliczne                               | Festiwal Polskich Filmów Fabularnych                                | Nagroda Specjalna Jury                                                            |
| 1996 | Gry uliczne                               | miesięcznik „Machina”                                               | Machiner za najlepszy film polski                                                 |
| 1997 | Gry uliczne                               | Tarnowska Nagroda Filmowa                                           | Grand Prix                                                                        |
| 1997 | Gry uliczne                               | Tarnowska Nagroda Filmowa                                           | Nagroda Publiczności                                                              |
| 1999 | Dług                                      | Festiwal Polskich Filmów Fabularnych                                | Złote Lwy                                                                         |
| 1999 | Dług                                      | Festiwal Polskich Filmów Fabularnych                                | Nagroda Publiczności                                                              |
| 1999 | Dług                                      | Klub Krytyki Filmowej Stowarzyszenia Filmowców Polskich             | Złota Taśma w kategorii filmu fabularnego                                         |
| 1999 | Dług                                      | Festiwal „Najnowsze Kino Polskie” we Wrocławiu                      | Nagroda Główna                                                                    |
| 2000 | Wielkie rzeczy                            | Stowarzyszenie Filmowców Polskich                                   | Nagroda za „twórcze przedstawienie współczesności”                                |
| 2000 | Dług                                      | Lubuskie Lato Filmowe                                               | Nagroda Organizatorów im. Juliusza Burskiego                                      |
| 2000 | Dług                                      | miesięcznik „Machina”                                               | Machiner w kategorii film masowy                                                  |
| 2000 | Dług                                      | Polskie Nagrody Filmowe                                             | Orzeł za najlepszy film                                                           |
| 2000 | Dług                                      | Polskie Nagrody Filmowe                                             | Orzeł za najlepszą reżyserię                                                      |
| 2000 | Dług                                      | Polskie Nagrody Filmowe                                             | Orzeł za najlepszy scenariusz                                                     |
| 2000 | Dług                                      | tygodnik „Polityka”                                                 | Paszport „Polityki”                                                               |
| 2000 | Dług                                      | Tarnowska Nagroda Filmowa                                           | Nagroda Jury Młodzieżowego                                                        |
| 2000 | Dług                                      | Tarnowska Nagroda Filmowa                                           | Nagroda Publiczności                                                              |
| 2000 | Dług                                      | Tarnowska Nagroda Filmowa                                           | Nagroda Specjalna „Srebrna Statuetka Leliwity”                                    |
| 2000 | Dług                                      | Ogólnopolski Festiwal Sztuki Filmowej „Prowincjonalia”              | Nagroda Główna „Jańcio Wodnik” za najlepszy film fabularny                        |
| 2000 | Dług                                      | Koło Piśmiennictwa Filmowego Stowarzyszenia Filmowców Polskich      | Złota Taśma w kategorii filmu polskiego                                           |
| 2001 | Dług                                      | Międzynarodowy Festiwal Filmowy w Filadelfii                        | Nagroda za reżyserię                                                              |
| 2005 | Mój Nikifor                               | Panorama of European Cinema Film Festival                           | Nagroda FIPRESCI                                                                  |
| 2005 | Mój Nikifor                               | Międzynarodowy Festiwal Filmowy w Chicago                           | Grand Prix „Złoty Hugo”                                                           |
| 2005 | Mój Nikifor                               | Festiwal Filmowy w Denver                                           | Nagroda im. Krzysztofa Kieślowskiego                                              |
| 2005 | Mój Nikifor                               | Międzynarodowy Festiwal Filmowy w Karlowych Warach                  | Nagroda Główna „Kryształowy Globus”                                               |
| 2005 | Mój Nikifor                               | Międzynarodowy Festiwal Filmowy w Karlowych Warach                  | Wyróżnienie Specjalne „Don Kichot”, nagroda FICC                                  |
| 2005 | Mój Nikifor                               | Międzynarodowy Festiwal Filmowy w Karlowych Warach                  | Nagroda „Kryształowy Glob” za reżyserię                                           |
| 2005 | Mój Nikifor                               | Multimedia Festiwal Filmów Optymistycznych „Happy End” we Wrocławiu | Nagroda w kategorii fabuła                                                        |
| 2006 | Mój Nikifor                               | Festiwal Filmów Polskich w Los Angeles                              | Nagroda „Hollywood Eagle Award”                                                   |
| 2006 | Plac Zbawiciela                           | Festiwal Polskich Filmów Fabularnych                                | Złote Lwy                                                                         |
| 2006 | Plac Zbawiciela                           | Festiwal Polskich Filmów Fabularnych                                | Nagroda Dziennikarzy                                                              |
| 2006 | Plac Zbawiciela                           | Festiwal Polskich Filmów Fabularnych                                | Nagroda Prezesa Zarządu Telewizji Polskiej                                        |
| 2006 | Plac Zbawiciela                           | Festiwal Polskich Filmów Fabularnych                                | Nagroda Prezydenta Rzeczypospolitej Polskiej za „szczególną wrażliwość społeczną” |
| 2007 | Plac Zbawiciela                           | Polskie Nagrody Filmowe                                             | Orzeł za najlepszy film                                                           |
| 2007 | Plac Zbawiciela                           | Polskie Nagrody Filmowe                                             | Orzeł za najlepszą reżyserię                                                      |
| 2007 | Plac Zbawiciela                           | TVP Kultura                                                         | Nagroda w kategorii film                                                          |
| 2007 | Plac Zbawiciela                           | China Golden Rooster & Hundred Flowers Film Festival                | Nagroda za najlepszą reżyserię                                                    |
| 2007 | Plac Zbawiciela                           | Koła Piśmiennictwa Filmowego Stowarzyszenia Filmowców Polskich      | Złota Taśma w kategorii filmu polskiego                                           |
| 2007 | Plac Zbawiciela                           | Ogólnopolski Festiwal Sztuki Filmowej „Prowincjonalia”              | Nagroda Główna „Jańcio Wodnik” za najlepszy film fabularny                        |
| 2007 | Plac Zbawiciela                           | Międzynarodowy Festiwal Filmowy w Valladolid                        | Srebrny Kłos                                                                      |
| 2007 | Plac Zbawiciela                           | Tarnowska Nagroda Filmowa                                           | Nagroda Publiczności                                                              |
| 2007 | Plac Zbawiciela                           | Tarnowska Nagroda Filmowa                                           | Nagroda dziennikarzy radiowych                                                    |
| 2008 | Plac Zbawiciela                           | Seattle Polish Film Festival                                        | Nagroda dla najlepszego dramatu                                                   |
| 2008 | Plac Zbawiciela                           | Międzynarodowy Festiwal Filmowy w Trieście                          | Nagroda Główna                                                                    |
| 2009 | Plac Zbawiciela                           | International Images Film Festival for Women                        | Nagroda za scenariusz                                                             |
| 2013 | Papusza                                   | Międzynarodowy Festiwal Filmowy w Valladolid                        | Nagroda Jury Młodzieżowego                                                        |
| 2013 | Papusza                                   | Międzynarodowy Festiwal Filmowy w Valladolid                        | Nagroda za reżyserię                                                              |
| 2013 | Papusza                                   | Międzynarodowy Festiwal Filmowy w Salonikach                        | Nagroda w sekcji „Open Horizons”                                                  |
| 2013 | Papusza                                   | Międzynarodowy Festiwal Filmowy w Karlowych Warach                  | Wyróżnienie Specjalne Jury                                                        |
| 2013 | Papusza                                   | Festiwal Polskich Filmów Fabularnych                                | Złote Kociaki                                                                     |
| 2013 | Papusza                                   | Festiwal Polskich Filmów Fabularnych                                | Nagroda Festiwali i Przeglądów Filmu Polskiego za Granicą                         |
| 2013 | Papusza                                   | Festiwal Filmu Polskiego w Ameryce                                  | Nagroda Krytyków Chicagowskich                                                    |
| 2014 | Papusza                                   | Międzynarodowy Festiwal Filmów Historycznych w Waterloo             | Nagroda za reżyserię                                                              |
| 2014 | Papusza                                   | Międzynarodowy Festiwal Filmowy w Urugwaju                          | Nagroda FIPRESCI                                                                  |
| 2014 | Papusza                                   | Międzynarodowy Festiwal Filmowy w Urugwaju                          | Nagroda Jury Młodzieżowego                                                        |
| 2014 | Papusza                                   | Międzynarodowy Festiwal Filmowy w Urugwaju                          | Nagroda Publiczności                                                              |
| 2014 | Papusza                                   | Międzynarodowy Festiwal Filmowy w Urugwaju                          | Nagroda SIGNIS                                                                    |
| 2014 | Papusza                                   | Tarnowska Nagroda Filmowa                                           | Grand Prix                                                                        |
| 2014 | Papusza                                   | Tarnowska Nagroda Filmowa                                           | Nagroda Jury Młodzieżowego                                                        |
| 2014 | Papusza                                   | Istanbul Film Festival                                              | Nagroda Specjalna Jury                                                            |
| 2014 | Papusza                                   | Międzynarodowy Festiwal Filmowy w Pune                              | Nagroda dla najlepszego filmu                                                     |
| 2014 | Papusza                                   | Międzynarodowy Festiwal Filmowy w Pune                              | Nagroda za reżyserię                                                              |
| 2014 | Papusza                                   | Festiwal Filmowy im. Krzysztofa Komedy w Ostrowie Wielkopolskim     | Grand Prix Komeda                                                                 |
| 2014 | Papusza                                   | The New York Polish Film Festival                                   | Nagroda Publiczności                                                              |
| 2014 | Papusza                                   | Lubuskie Lato Filmowe                                               | Złote Grono                                                                       |
| 2014 | Papusza                                   | Międzynarodowy Festiwal Kina Niezależnego „Off Camera”              | Wyróżnienie Specjalne w Konkursie Polskich Filmów Fabularnych                     |
| 2014 | Papusza                                   | Kozzi Gangsta Festiwal w Kargowie                                   | Nagroda dla najlepszego filmu                                                     |
| 2014 | Papusza                                   | TVP Kultura                                                         | Gwarancja Kultury                                                                 |
| 2016 | Ptaki śpiewają w Kigali                   | Międzynarodowy Festiwal Filmowy w Locarno                           | Nagroda „First Look” dla filmu polskiego w fazie postprodukcji                    |
| 2017 | Ptaki śpiewają w Kigali                   | Central and Eastern European Film Festival „CinEast” w Luksemburgu  | Grand Prix                                                                        |
| 2017 | Ptaki śpiewają w Kigali                   | Festiwal Polskich Filmów Fabularnych                                | Srebrne Lwy                                                                       |
| 2017 | Ptaki śpiewają w Kigali                   | Międzynarodowy Festiwal Filmowy w Chicago                           | „Srebrny Hugo” za reżyserię                                                       |
| 2018 | Ptaki śpiewają w Kigali                   | The New York Polish Film Festival                                   | Nagroda „Ponad Granicami” im. Krzysztofa Kieślowskiego                            |

## Odznaczenia, wyróżnienia
Krzysztof Krauze został uznany w 1997 przez redakcję dziennika „Życie” za „Człowieka Roku”. W 2005 otrzymał nagrodę „Wielkiego FeFe” na 12. Festiwalu Filmowym „FeFe Felliniada” w Warszawie, a w 2013 – nagrodę Złotego Glana przyznaną przez kino „Charlie” w Łodzi. W 2010 otrzymał „Koronę Sandomierską” oraz tytuł Reżysera NieZwykłego na Festiwalu Filmów-Spotkań NieZwykłych w Sandomierzu. W 2011 odznaczony został Krzyżem Oficerskim Orderu Odrodzenia Polski. W 2015 roku prezydent Bronisław Komorowski odznaczył go pośmiertnie Krzyżem Komandorskim Orderu Odrodzenia Polski za wybitne osiągnięcia w twórczości artystycznej i za zasługi w promowaniu polskiej sztuki filmowej w świecie.